# Alexander Jewstafjewitsch Wrangel

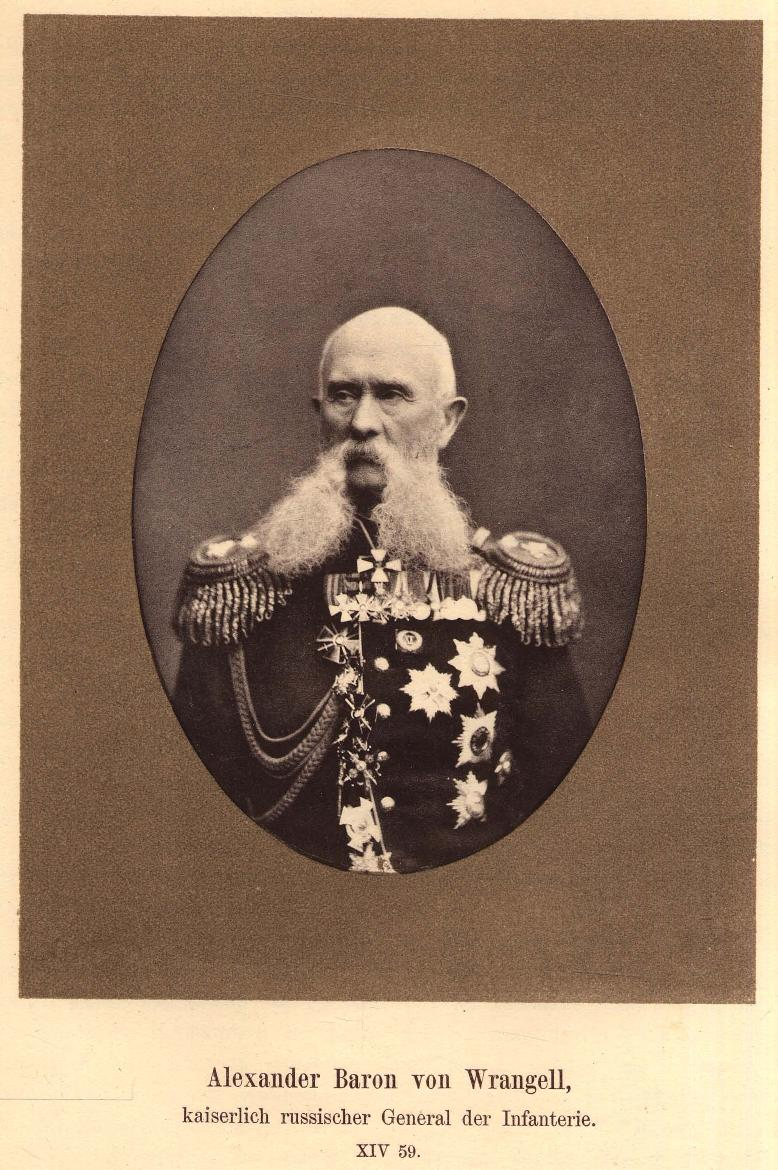

Alexander Baron von Wrangell (russisch Александр Евстафьевич Врангель Alexander Jewstafjewitsch Wrangel; * 12. Maijul. / 24. Mai 1804greg. in Dorpat; † 18. Dezemberjul. / 30. Dezember 1880greg. in St. Petersburg) war ein  russischer General der Infanterie.

## Leben

### Herkunft und Familie
Alexander war Angehöriger des baltischen Adelsgeschlecht von Wrangel. Seine Eltern waren der russische Rittmeister und Erbherr auf Kandel Gustav Baron von Wrangel (1770–1827) und Sophia Freiin von Uexküll-Gyllenband (1781–1832). Er blieb ledig.

### Werdegang
Wrangell begann seine Laufbahn in der Kaiserlich Russischen Armee 1818 als Unterfähnrich im Semjonowskoje-Leibgarderegiment. 1821 avancierte er zum Fähnrich im 1. See-Regiment und 1824 Sekondeleutnant. Seit 1828 stand er im Kaukasus und war Adjutant des Korpskommandeur Grigori von Rosen (1782–1841). Er wechselte kurzzeitig in Litauische-Regiment, kämpfte als Leutnant 1831 im Novemberaufstand und avancierte 1832 zum Stabskapitän und kehrte anschließend zurück in den Kaukasus.
Wrangel erhielt 1835 seine Beförderung zum Kapitän und wurde 1837 Kommandeur des Erivan-Infanterieregiments. Er konnte sich bei verschiedenen Kämpfen mit Auszeichnung hervortun und wurde 1839 verwundet. 1840 wurde er Kommandeur der 19. Infanterie-Division und stieg 1845 zum Generalmajor auf. In den Jahren 1847 bis 1850 war er Militärgouverneur in Schemacha und 1852 Kommandeur der Kaukasischen Reserve-Grenadier-Brigade. 1854 wurde er Kommandeur der 20. Infanterie-Division, avancierte zum Generalleutnant und wurde Chef des linken Flügels  der Kaukasus Linie. Weterfort wurde er 1855 Kommandeur der 2. Garde-Infanterie-Division, 1857 Generaladjutant und war von 1857 bis 1858 Gouverneur von Kutais und Kommandeur der 22. Infanterie-Division sowie schließlich von 1858 bis 1860 Kommandeur aller Truppen im Kaspischen Küstengebiet. Wrangel unterwarf Daghestan und nahm Imam Schamil gefangen. Er wurde 1860 Kommandeur des V. Armee-Korps und war seit 1862 Mitglied des Kriegsrats und der Armeeinspektion. Wrangel hat 1866 seine Beförderung zum General der Infanterie erhalten und wurde als Generaladjutant nach Stockholm und Berlin entsandt. Er wurde auf dem Smolensker Friedhof begraben.

### Auszeichnungen (Auswahl)
- St. Wladimir-Orden IV. Klasse (1831); I. Klasse (1871)
- Virtuti Militari IV. Klasse (1831)
- Goldenes Schwert für Tapferkeit (1832)
- Sonnen- und Löwenorden II. Klasse mit Diamanten (1835)
- Kronenorden I. Klasse (1835)
- St. Georgs-Orden IV. Klasse (1842); III. Klasse (1859)
- Sankt-Stanislaus-Orden I. Klasse (1848); Krone (1852)
- St. Anna-Orden I. Klasse (1850); Krone (1852)
- Orden des Weißen Adlers (1856)
- Alexander-Newski-Orden mit Schwertern (1859); Diamanten (1861); Brillanten und Schwerter (1866)
- Roter Adlerorden Großkreuz (1871)
- Sankt-Olav-Orden (1872)
- Russischer Orden des Heiligen Georg